# كرايغ كوتن
كرايغ كوتن (بالإنجليزية: Craig Cotton)‏ هو لاعب كرة قدم أمريكية أمريكي، ولد في 7 يوليو 1947 في Elizabeth, Pennsylvania ‏ في الولايات المتحدة، وتوفي في 21 ديسمبر 2013.

## وصلات خارجية
- كرايغ كوتن على موقع مرجع كرة القدم المحترفة.كوم (الإنجليزية)
- كرايغ كوتن على موقع JustSportsStats.com (الإنجليزية)